# Homosexualité dans les armées en Grèce antique

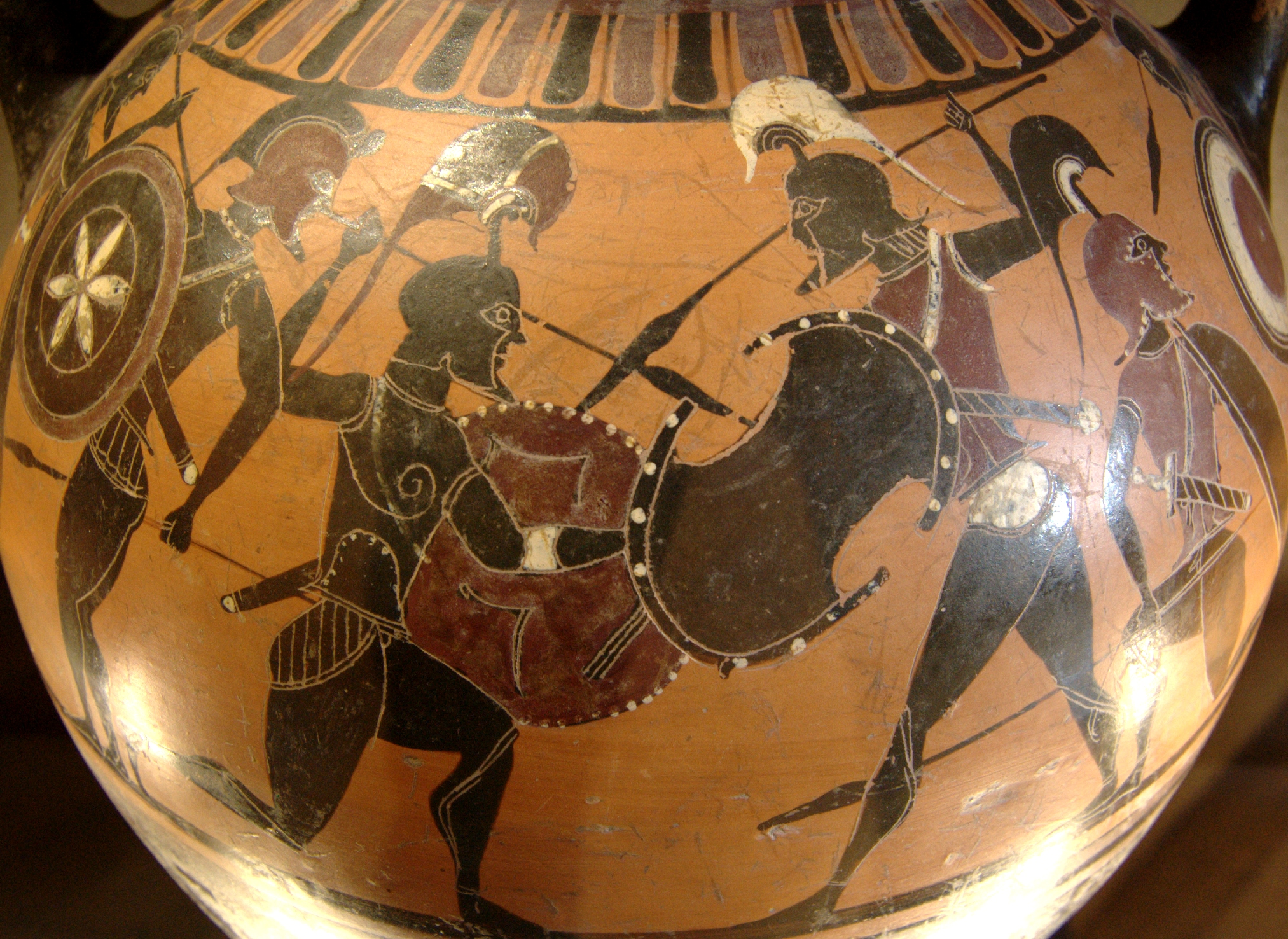
Hoplites grecs sur une amphore attique à figures noires, vers 570-565 av. J.-C., musée du Louvre.

L'homosexualité dans les armées en Grèce antique était un aspect important de la culture guerrière de cette civilisation, allant d'un élément essentiel de la vie militaire à une pratique acceptée par certains soldats. En effet, les relations homosexuelles étaient généralement considérées comme positives et contribuant au moral des troupes.

## Discours philosophiques
Dans Le Banquet de Platon, l'un des interlocuteurs commente le fait que les relations sexuelles entre hommes améliorent le courage dans le domaine militaire. 
Xénophon, sans critiquer les relations amoureuses qui se sont créées entre soldats, se moquait de ceux qui en ont fait la seule base de leur formation militaire et fait notamment référence à Sparte, Thèbes et Élis. Néanmoins, Xénophon était favorable à l'idée selon laquelle les relations pédérastiques dans l'armée contribuent au courage des soldats, car il pensait que les éromènes auraient particulièrement honte si leurs érastes apprenaient qu'ils se sont comportés comme des lâches durant la bataille. 

## Aspects sociaux

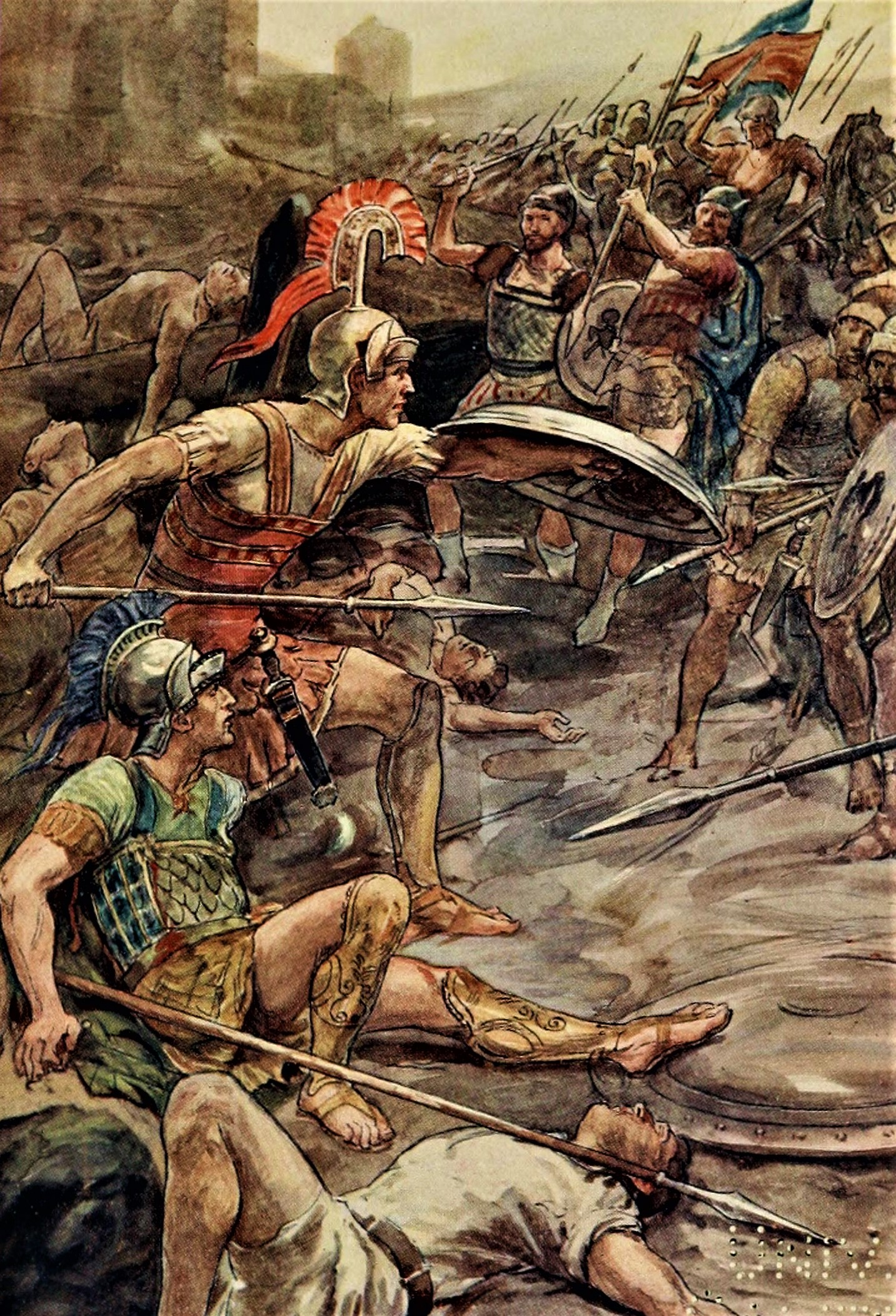
Épaminondas défendant Pélopidas lors de la bataille de Mantinée.

Selon une ancienne tradition, les unités militaires grecques étaient structurées en tribus, une pratique déjà attribuée à Nestor dans les poèmes homériques. On suppose que c'est le commandant thébain Pammène qui affirma par la suite que l'organisation militaire était basée sur des couples d'amoureux : « Une armée cimentée par une amitié fondée sur l'amour ne peut jamais être vaincue ». Un exemple de ce système raconté par Plutarque dans un dialogue semble avoir eu lieu lors de la Guerre lélantine (vers 710-650 av. J.-C.) entre Chalcis et Érétrie : les Chalcidiens demandèrent l'aide d'un guerrier originaire de Pharsale nommé Cléomaque. Ce dernier leur répondit favorablement et amena son amant avec lui. C'est grâce à sa précieuse contribution que Chalcis obtint la victoire contre leurs adversaires et mirent fin à cette longue guerre. Cependant, Cléomaque ne survécut pas à ses blessures et les Chalcidiens érigèrent son tombeau sur leur agora en sa mémoire. Aristote attribue à l'événement une chanson populaire locale : « Dans la ville de Chalcis, l'amour vit côte à côte avec le courage ». 
À l'époque classique, la cité de Thèbes disposait d'une unité similaire comme noyau de toute leur armée : le Bataillon sacré, créé en 378 av. J.-C. par Épaminondas ou Gorgidas. C'est précisément ce corps d'élite qui fit de Thèbes la plus puissante des cités-États de la Grèce après sa victoire décisive à la bataille de Leuctres contre Sparte en 371 av. J.-C. La Bataillon sacré fut décimé à la bataille de Chéronée en 338 av. J.-C. contre Philippe II. Le roi de Macédoine fut tellement impressionné par leur courage manifesté au combat qu'il voulut immédiatement ériger un monument sur le site même où s'était déroulée la bataille. L'une des personnalités militaires les plus importantes de l'époque et liée au Bataillon sacré de Thèbes et qui jouissait d'un grand prestige était Épaminondas, considéré par Diodore de Sicile comme le plus grand homme d'État que Thèbes ait jamais connu. Selon Plutarque, Épaminondas avait deux amants, dont l'un mourut à ses côtés à la bataille de Mantinée en 362 av. J.-C. : ils furent enterrés ensemble, ce qui était habituellement réservé dans la société grecque aux seuls époux. 
L'importance de ces relations au cours de la jeunesse de la formation militaire des soldats n'était cependant pas sans controverse. En effet, selon Xénophon, les Spartiates abhorraient en fait l'idée d'utiliser leurs relations amoureuses personnelles entre camarades de caserne comme seule base pour la formation de leurs unités militaires, car de cette manière, une importance excessive aurait été accordée à la sexualité au détriment du talent : Lycurgue, le législateur légendaire que la tradition considérait comme le créateur de la Grande Rhêtra, attaqua la concupiscence dérivant de la beauté physique, la considérant indigne d'un authentique citoyen. Néanmoins, la pratique consistant à déterminer la formation des unités militaires sur la base des relations de couple a toujours connu un certain succès.